# 2021년 에밀리아로마냐 그랑프리
2021 에밀리아로마냐 그랑프리(공식 명칭: 포뮬러 1 피렐리 그란 프리미오 델 메이드 인 이태리 에 델에밀리아로마냐)는 이탈리아 에밀리아로마냐주 이몰라에 위치한 이몰라 서킷에서 열린 포뮬러 원 대회이다. 이번 그랑프리는 2021년 포뮬러 원 시즌의 두번째 라운드로 4월 16일부터 18일까지 열렸다.
당초 1월에 결정되었던 2021년 포뮬러 원 시즌 일정에서 오스트레일리아 그랑프리, 중국 그랑프리가 각각 개막전, 3라운드로 열릴 예정이었으나 코로나19 범유행으로 인한 오스트레일리아, 중국 당국의 엄격한 방역 수칙으로 인해 취소되면서 당초 2라운드에 예정되었던 바레인 그랑프리를 개막전으로 배정하고 에밀리아로마냐 그랑프리를 2라운드로 새로 추가하였다. 기존의 오스트레일리아 그랑프리는 11월로 일정이 연기되었다.
또한 이번 그랑프리에서는 2020년 포뮬러 원 시즌 에밀리아로마냐 그랑프리의 서킷 길이를 기존의 4.909km에서 과거 산마리노 그랑프리와 같은 4.959km로 늘려서 총 길이를 약 3km 정도 늘렸다.